# 333107 McDonough
333107 McDonough è un asteroide della fascia principale. Scoperto nel 2007, presenta un'orbita caratterizzata da un semiasse maggiore pari a 2,298693 au e da un'eccentricità di 0,141989, inclinata di 2,750446° rispetto all'eclittica. Ha un diametro di 1,437 km.